# Uglies (filme)
Uglies (bra: Feios; prt: Uglies) é um filme de drama e ficção científica norte-americano de 2024, dirigido por McG e escrito por Jacob Forman, Vanessa Taylor e Whit Anderson. É estrelado por Joey King, Keith Powers, Chase Stokes, Brianne Tju, Jan Luis Castellanos, Charmie Lee e Laverne Cox. Baseado no romance homônimo, de Scott Westerfeld, a trama gira em torno de uma futura sociedade distópica pós-apocalíptica na qual as pessoas são consideradas "Feias" até se tornarem "Perfeitas" ao passarem por extensas cirurgias plásticas ao completarem 16 anos. Foi lançado pela Netflix em 13 de setembro de 2024 e recebeu críticas negativas.

## Enredo
No futuro, o mundo caiu no caos depois de esgotar todos os recursos naturais. Para manter a humanidade viva, os cientistas primeiramente criam orquídeas geneticamente modificadas que são uma nova fonte de energia e, segundamente, um procedimento cirúrgico para tornar as pessoas bonitas; desta forma, a perfeição de todos não causará mais o caos. A cirurgia é realizada nos "Feios" aos 16 anos, antes de serem autorizados a ir para a Cidade onde acontece a comemoração dos "Perfeitos".
Tally e seu melhor amigo Peris são Feios, mas Peris, sendo 3 meses mais velho, sai primeiro para a cirurgia. Tally e Peris compartilham cicatrizes nas mãos, que prometem manter, mesmo após o procedimento para se tornarem Perfeitos. Eles prometem continuar amigos e se encontrar novamente após os procedimentos.
Tally, ansiosa para ver Peris novamente, foge para a Cidade. Ela fica chocada com a aparência e personalidade diferente de Peris, tendo removido até mesmo a cicatriz que os dois juraram manter. Tally é descoberta e foge dos Guardas, que a perseguem de volta aos dormitórios dos Feios. Mais tarde, ela faz amizade com Shay, uma Feia rebelde que lhe conta sobre "A Fumaça", uma terra de liberdade em sintonia com a natureza. Shay incentiva Tally a se juntar a ela, a rejeitar a cirurgia e a procurar A Fumaça e seu líder David. Tally se recusa.
Em seu aniversário de 16 anos, seu procedimento foi negado até que ela conte a líder das operações, Dra. Cable, onde Shay está. Ela é informada de que David é perigoso e que machucará Shay, e que também está construindo uma arma. Tally é enviada como espiã para A Fumaça, onde se reúne com Shay e conhece David.
À medida que ela começa a se aproximar de David, ele e sua família revelam a verdade sobre as cirurgias: elas limitam a capacidade do cérebro humano para que os Perfeitos possam ser controlados facilmente. Alguns poucos selecionados recebem a cura para se tornarem os cientistas que cercam todo o esquema. Os pais de David trabalham como alguns desses cientistas até descobrirem a verdade e fugirem. Desde então, eles próprios têm trabalhado para desenvolver a cura. Tally também descobre que a fonte de energia das orquídeas é tóxica para a natureza e é por isso que os rebeldes da Fumaça colocaram fogo nelas para eliminá-las. Tally e David compartilham um momento juntos, onde acabam se beijando. Ela joga seu rastreador no fogo depois de renunciar ao sistema e rejeitar sua chance de se tornar uma Perfeita.
Seu rastreador ainda está ativo e sinaliza a Dra. Cable, que chega com tropas para prender os rebeldes. Ao chegarem, Peris, que foi modificado para ser um soldado quase invencível, mata o pai de David, revelando aos rebeldes da Fumaça que Tally é uma traidora. Ainda assim, ela convence David a levá-la com ele para libertar os rebeldes capturados.
Ao invadir a base, Tally libera todos, exceto Shay que já passou pelo procedimento. Completamente mudada e alheia à sua causa anterior, ela é levada com os rebeldes para um local seguro depois que a mãe de David rouba a última peça para sua cura. No entanto, ela não quer administrar a cura em Shay porque Shay não quer.
Tally se voluntaria para se submeter à cirurgia e testar a cura. Ela jura que não deixará que ser Perfeita mude seu desejo por justiça. Ela então se despede de David e seus amigos.
O filme termina com Tally, agora transformada em uma Perfeita, vivendo na Cidade. No entanto, o final sugere que ela manteve sua promessa aos rebeldes, pois ainda possui sua cicatriz de infância em sua mão.

## Elenco
- Joey King como Tally Youngblood "Vesguinha"
  - Sarah Vattano como Tally (criança)
- Brianne Tju como Shay
- Keith Powers como David
- Chase Stokes como Peris "Nariz"
  - Ashton Essex Bright como Peris (criança)
- Laverne Cox como Dra. Cable
- Charmie Lee como Maddy
- Jay DeVon Johnson como Az
- Jan Luis Castellanos como Croy

## Produção
Em 2006, a 20th Century Fox adquiriu os direitos cinematográficos do romance Uglies e anunciou que uma adaptação cinematográfica estava em desenvolvimento, com John Davis como produtor. O projeto voltou a ser desenvolvido em setembro de 2020, quando Joey King foi escalada para o papel principal de Tally Youngblood, além de atuar como produtora executiva. King assinou o projeto, depois de afirmar já ser fã da franquia Uglies.
McG foi escolhido para dirigir, enquanto Krista Vernoff ficou responsável pelo roteiro. A produção ficou a cargo de John Davis, Jordan Davis, Robyn Meisinger, Dan Spilo, McG e Mary Viola, em uma parceria conjunta entre Davis Entertainment Company, Anonymous Content, Industry Entertainment e Wonderland Sound and Vision. Mais tarde, no mesmo ano, Keith Powers, Brianne Tju, Chase Stokes e Laverne Cox foram confirmados no elenco de apoio. Em fevereiro de 2022, King revelou que as filmagens já haviam sido concluídas e ocorreram em Atlanta, em dezembro de 2021.

## Lançamento
Uglies foi lançado na Netflix em 13 de setembro de 2024. O filme acumulou 20 milhões de visualizações nos primeiros três dias (13 a 15 de setembro).

## Recepção
No site agregador de críticas Rotten Tomatoes, 15% das 53 avaliações dos críticos são positivas, com uma classificação média de 3,6/10. O consenso do site diz: "O que importa é como se é por dentro, mas infelizmente Uglies também não tem muito a oferecer nesse aspecto." O Metacritic, que usa uma média ponderada, atribuiu ao filme uma pontuação de 34 em 100, com base em 15 críticos, indicando críticas "geralmente desfavoráveis".

## Futuro
Em setembro de 2024, o autor Scott Westerfeld manifestou interesse na realização de sequências de filmes. Confirmando o potencial para uma saga de filmes em andamento, o autor afirmou que as adaptações de Uglies e sua franquia seguinte, Imposters, são opcionais aos estúdios associados.